# Halimatu Ayinde
Halimatu Ayinde, née le 16 mai 1995 à Kaduna, est une joueuse de football internationale nigériane. Elle évolue au poste de milieu de terrain avec l'équipe du FC Rosengård, et en faveur de l'équipe nationale nigériane, les Super Falcons.

## Biographie
Elle participe à la coupe d'Afrique des nations en 2014, 2016 et 2018. En 2015, elle participe à la Coupe du monde et fait, en 2019, partie des 23 joueuses retenues afin de participer à la Coupe du monde organisée en France.

## Palmarès

### En équipe nationale
Nigeria
- Vainqueur de la Coupe d'Afrique des nations en 2014, 2016, 2018 et 2024